# Rønhede Plantage
Rønhede Plantage är en skog i Danmark. Den ligger i Region Nordjylland, i den nordvästra delen av landet. Rønhede Plantage ligger på ön Vendsyssel-Thy. På östra kanten finns en järnväg, på norra sidan orten Bedsted och annars jordbruksmark.